# Heitor Villa-Lobos
Heitor Villa-Lobos (n. 5 martie 1887, Rio de Janeiro — d. 17 noiembrie 1959, Rio de Janeiro) a fost un compozitor, dirijor, aranjor, instrumentist (pian, chitară) și folclorist brazilian. 
Muzica lui Villa-Lobos este recunoscută pentru puternicul ei caracter național, pentru ritmurile energice folosite și instrumentația neobișnuită.
Primele lecții de muzică le-a primit de la tatăl său, care era violoncelist. După ce a studiat pianul a plecat în turnee prin Brazilia. În 1912, când a participat la o expediție științifică în zonele rurale ale Braziliei, a venit în contact cu folclorul brazilian, după care s-a dedicat studiului folcloric. În 1915 și-a prezentat pentru prima dată compozițiile în cadrul unei serate, devenind ulterior unul dintre cei mai cunoscuți compozitori de muzică cultă din țara sa.
Începând cu 1922 a trăit doi ani la Paris cu o bursă, la întoarcerea acasă dedicându-se schimbării metodei predării muzicii în Brazilia. În 1931 a fost numit director pentru educație muzicală în școlile publice din Rio de Janeiro, iar în 1932 în întreaga Brazilie.
A scris muzică de cameră (pentru pian, chitară, mici ansambluri de suflători de lemn), orchestrală (11 simfonii, poeme simfonice, concerte), opere, balete, muzică pentru voce acompaniată de ansambluri de diverse mărimi (de la pian până la o orchestră întreagă). Cea mai cunoscută lucrare a sa este ciclul Bachiene braziliene (pt. Bachianas Brasileiras), cuprinzând nouă piese pentru diferite ansambluri (cărora se adaugă, în unele momente, vocea).